# Bobby Brown (koszykarz)
Bobby Douglas Brown (ur. 24 września 1984 w Los Angeles) – amerykański koszykarz, występujący na pozycji rzucającego obrońcy, obecnie zawodnik NBA G League Ignite.
Swoją karierę rozpoczął w college'u w Kalifornii broniąc barw tamtejszego klubu, występując na parkietach NCAA. Po zakończeniu nauki w uczelni wybrał profesjonalną grę w koszykówkę i wyjechał do Europy.
W sezonie 2007/2008 grał w Albie Berlin. Po zakończeniu sezonu wrócił do Stanów i podpisał kontrakt z drużyną Sacramento Kings. Po sezonie spędzonym w zachodnich stanach na krótki okres zmienił klub na Minnesota Timberwolves, gdzie grał jedynie pół sezonu. Z Minnesoty przeniósł się do Nowego Orleanu, a potem do rodzinnego Los Angeles, broniąc barw Clippersów. W okresie letniej ligi NBA reprezentował barwy Toronto Raptors. W 2010 roku polski Asseco Prokom zaoferował kontrakt, który ostatecznie podpisał 23 września.
W 2010 zawodnik podpisał kontrakt z Asseco Prokomem Gdynia, lecz 1 grudnia został on rozwiązany. 3 grudnia 2010 związał się z greckim Arisem Saloniki.
16 grudnia 2016 podpisał kolejny kontrakt z Houston Rockets, tym razem do końca sezonu. 5 stycznia 2018 opuścił klub. 10 lutego podpisał z Rockets umowę z końca sezonu. Trzy dni później został zwolniony. 22 lutego został zawodnikiem greckiego Olympiakosu Pireus.

## Osiągnięcia
NCAA
- Najlepszy pierwszoroczny zawodnik Big West (2004)[5]
- Zaliczony do I składu Big West (2006)

Drużynowe
- Mistrz:
  - Niemiec (2008)
  - Włoch (2013)
- Zdobywca Pucharu Włoch (2013)

Indywidualne
- Laureat nagród:
  - Alphonso Ford Trophy (2013)
  - Największy postęp niemieckiej ligi BBL (2008)
- Zaliczony do II składu ligi niemieckiej (2008)
- Zwycięzca konkursu rzutów za 3 punkty ligi greckiej (2020)
- Lider strzelców:
  - Euroligi (2013)
  - ligi niemieckiej (2012)

Reprezentacja
- Brązowy medalista igrzysk panamerykańskich (2015)[6]

## Statystyki
| Sezon   | Klub                 | mecze | min/mecz | % z gry | %3pkt | %wolne | zbiórki | zb/mecz | asysty | as/mecz | przechw. | prz/mecz | bloki | bl/mecz | pkt | pkt/mecz | źródło |
| ------- | -------------------- | ----- | -------- | ------- | ----- | ------ | ------- | ------- | ------ | ------- | -------- | -------- | ----- | ------- | --- | -------- | ------ |
| 2009/10 | Los Angeles Clippers | 43    | 517      | 44,9%   | 26,5% | 86,7%  | 38      | 0,9     | 80     | 2,0     | 88       | 0,3      | 1     | 0       | 215 | 5,0      |        |